# Östen Fladvad
Östen Fladvad, född 16 mars 1951 i Rätans församling, Jämtlands län, är en svensk musiker.

## Diskografi i urval

### Soloalbum
- 1974 – Bortom här och nu (Rondo)[2]